# 布朗温·汤普森
布朗温·汤普森（英語：Bronwyn Thompson，1978年1月29日—），澳大利亚女子田径运动员。她曾代表澳大利亚参加2006年英联邦运动会田径比赛，获得一枚金牌。她也曾参加2000年、2004年和2008年夏季奥运会。